# Вир Чакра
Вир Чакра (хинди वीर चक्र, англ. Vir Chakra, VrC) — третья по значимости военная награда Индии за доблесть, вручаемая за проявленную храбрость на поле боя. Учреждена 26 января 1950 года одновременно с провозглашением Индии республикой и введением новой системы государственных наград, заменившей британские колониальные ордена. Награждённые имеют право использовать аббревиатуру VrC после имени.

## История создания
Награда Вир Чакра была создана в рамках масштабной реформы государственных наград независимой Индии. После провозглашения независимости в 1947 году перед новым правительством встал вопрос о замене британской колониальной системы наград, которая включала такие ордена как Крест Виктории и Орден Британской Индии.

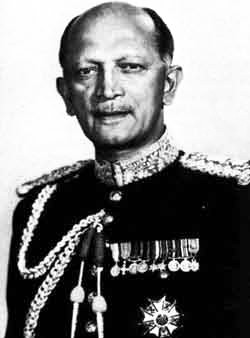
Кодандера Мадаппа Кариаппа

Инициатива по созданию собственной системы наград исходила от первого министра обороны Индии Сардара Балдева Сингха. В 1948 году был сформирован специальный комитет под руководством генерала Кодандеры Мадаппы Кариаппы, который разработал концепцию трёхуровневой системы боевых наград:
- Парам Вир Чакра (высшая степень, за исключительный героизм)
- Махавир Чакра (за выдающееся мужество)
- Вир Чакра (за проявленную храбрость)

Окончательное утверждение новой системы наград произошло 26 января 1950 года — в день вступления в силу Конституции Индии и провозглашения страны республикой. Эта дата была выбрана не случайно, так как символизировала полный разрыв с колониальным прошлым.
Первые награждения состоялись уже через несколько месяцев после учреждения — в июне 1950 года, когда были отмечены подвиги военнослужащих во время Первой индо-пакистанской войны 1947-48 годов. Это подчеркнуло практическую значимость новой наградной системы в условиях реальных боевых действий.

### Особенности ношения
Полноразмерная версия носится на левой стороне груди. При повторном награждении добавляется серебряная планка. С 11 июля 2019 года было разрешено ближайшим родственникам погибших военнослужащих носить их награды на правой стороне груди во время памятных церемоний у военных мемориалов, на кладбищах и похоронах.